# Mediazona
Mediazona（俄语：Медиазона）是一家俄罗斯独立媒体机构。該媒體的立場支持反普京運動，主要關注俄罗斯的司法、执法和刑罚。由玛丽亚·阿廖欣娜和娜杰日达·托洛孔尼科娃创立，她們也是暴動小貓的联合创始人。Mediazona從2014年9月開始上線。